# Oriol Antolí Sarrau
Oriol Antolí Sarrau (Terrassa, Vallès Occidental, 20 d'agost de 1983) és un esportista i corredor català, especialista en carreres de llarga distància i en Backyard ultra.
Enginyer informàtic d'HP, on es dedica al desenvolupament de l'electrònica d'impressores digitals de gran format, sempre havia jugat a bàsquet. L'any 2008, però, va descobrir que li agradava córrer i s'hi va «enganxar». La primera cursa va ser una marató, i a partir d'aquí va anar incrementant les distàncies, fins a arribar a les curses d'ultraresistència. Com a corredor afeccionat, va començar a fer desenes de curses de llarga distància. Va acabar divuit vegades la Cavalls del vent, bé la ruta de refugis, bé la cursa; i ha acabat dues vegades la duríssima «Tor des Geants» (338 km i 24.000 metres de desnivell positiu) de la Vall d'Aosta i també dues vegades la mítica Ultra-Trail du Mont-Blanc, entre moltes més.
L'any 2017 va guanyar una de les curses de muntanya més llargues d'Europa, la Wiesbaden-Bonn, a Alemanya, de 555 quilòmetres i uns 20.000 metres de desnivell positiu, amb un recorregut que parteix de la rodalia de Bonn, voreja el Rin de baixada fins a Wiesbaden i torna a pujar. Antolí va completar la prova amb 136 hores, des d'un dilluns a les sis del matí que va començar la cursa fins dissabte a les deu del vespre.
El juny del 2018 Oriol Antolí, fou el primer corredor que aconsegueix acabar la «Monarch’s Way», una cursa de gairebé mil quilòmetres i 10.000 metres de desnivell positiu, que ningú havia pogut acabar en les dues edicions anteriors, i que Antolí va acabar en dotze dies de ruta. Nnomés onze persones es van presentar a la línia de sortida. Antolí ha acabat amb 30 quilòmetres d'avantatge respecte al seu perseguidor, l'atleta de Singapur Joon Kiat Yeo. El seu repte personal estava unit amb una causa solidària: una cursa paral·lela amb donacions a Prodis, a raó d'un euro per quilòmetre, que va aconseguir recaptar 1180 euros per aquesta causa. La Monarch's Way rememora el mateix recorregut que va fer el rei Carles II durant la fugida obligada d'Anglaterra.
El setembre del 2019 Antolí va recórrer els 836 quilòmetres i 49.900 metres de desnivell positiu de l'Alta Ruta Pirenaica en 15 dies i 4 hores, emulant així al mític muntanyenc francès Georges Véron, en un recorregut que discorre en major part pel vessant nord i passa a Espanya quan l'hi obliga el relleu i quan la falta d'equipament del vessant francès no ho permet. El traçat original comença a les platges d'Hendaia i acaba a Banyuls, on l'escassa senyalització, la seva longitud i l'exigent desnivell el converteixen en un autèntic repte.
El juliol del 2020 va proposar-se un nou repte, recórrer 330 quilòmetres a peu pels Pirineus en menys d'una setmana, proposant-se enllaçar tres travessies del Pirineu català (Carros de Foc, Porta del Cel i Cavalls del vent) amb un sac de dormir com a únic equipatge. El terrassenc va aconseguir acabar el repte, no exempt d'anècdotes, recorrent 333 quilòmetres i un desnivell positiu de més de 23.000 metres. Va començar-lo el 10 de juliol des de l'aparcament d'entrada del Parc Nacional d'Aigüestortes per realitzar la ruta de Carros de Foc en sentit antihorari i va finalitzar-lo la matinada del dia 17 al Refugi Prat d'Aguiló, després de recórrer la travessa de Cavalls del vent, en un total de 141 hores.
Oriol Antolí va començar a fer curses Backyard ultra en una mena de Campionat d'Espanya celebrat a finals de juliol de l'any 2021 a la Serra d'Amos, a la comarca de la Ribera d'Ebre, quan aquestes curses encara eren molt recents a l'Estat espanyol. La primera que es va celebrar a Espanya va ser l'any 2019 a Galícia. Ara és una disciplina cada vegada més coneguda.
L'agost del 2022 a Pratdip, al Baix Camp, va guanyar la segona edició de la prova d'ultratrail «The Longest Night» (La nit més llarga), una prova que forma part del circuit Backyard ultra, on es va imposar a la resta de participants en completar 19 voltes a un circuit de muntanya de 6,7 quilòmetres, amb un desnivell positiu de 220 metres.
A finals del 2022, l'atleta terrassenc es va proclamar campió d'Espanya de Backyard ultra a la cursa celebrada a la localitat extremenya de La Parra, on va imposar-se a 37 corredors. Va guanyar amb un total de 51 voltes al circuit. És a dir, a la volta 50 el seu darrer contrincant va abandonar. I, com marca el reglament de les BM100, ell va acabar de córrer tot sol la volta número 51. Va recórrer un total de 342 quilòmetres en dos dies i 3 hores.
L'octubre de 2023 va participar en el mundial de Backyard ultra de 2023, celebrat a Bell Buckle, Tennessee, on va aconseguir una desena posició després de completar 89 voltes al circuit.